# Bradbury Building

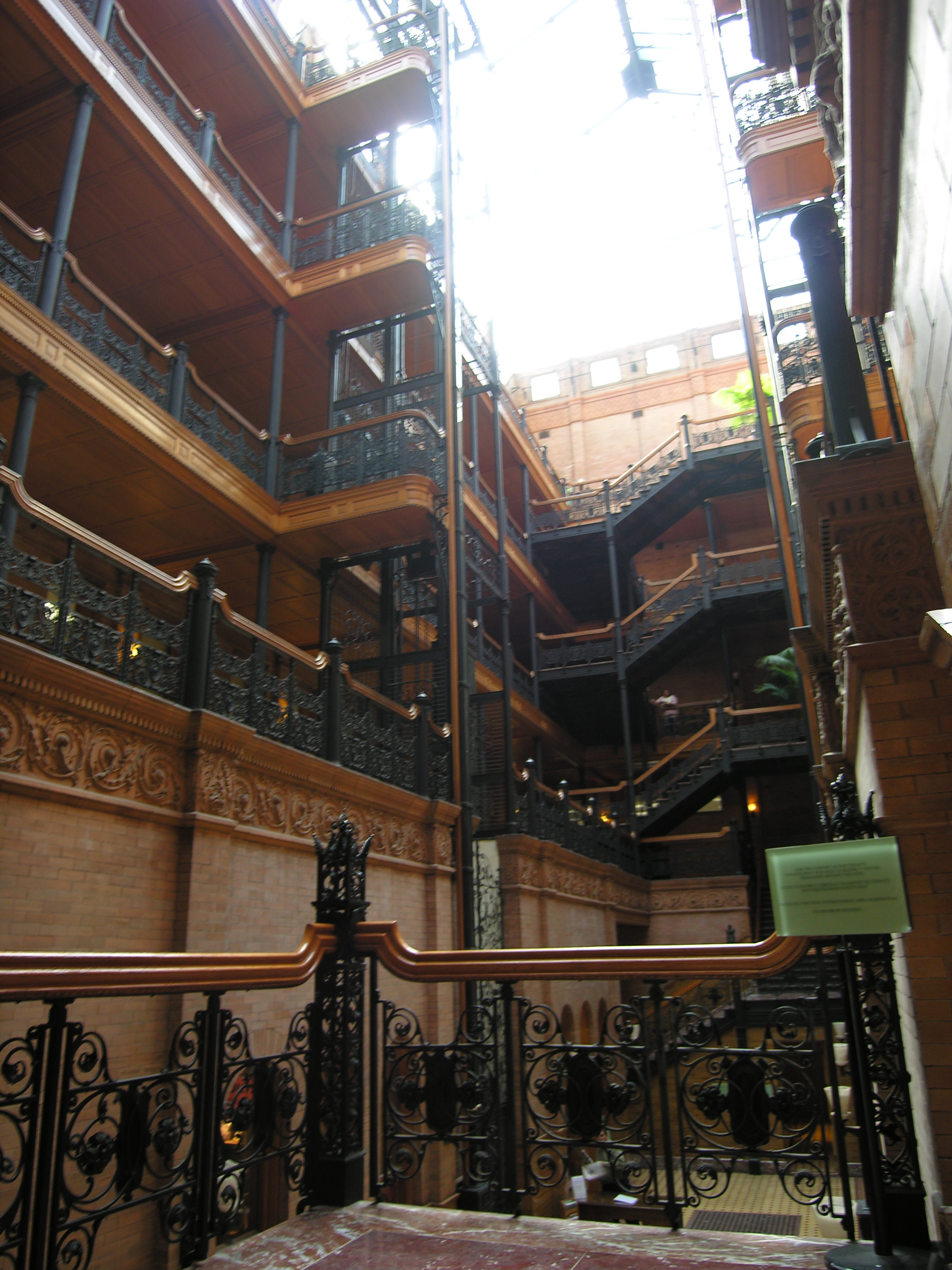
Im Inneren des Bradbury Building

Das Bradbury Building ist ein bekanntes Geschäftshaus im Herzen von Los Angeles. Es wurde 1893 erbaut und ist damit eines der ältesten erhaltenen Gebäude in der Innenstadt von Los Angeles. Es hat heute die Adresse 304 South Broadway und ist seit dem 5. Mai 1977 als National Historic Landmark anerkannt.

## Geschichte
Das Gebäude wurde von Lewis Bradbury in Auftrag gegeben, der es im Bergbau zum Millionär gebracht hatte. Die Entwürfe des ersten engagierten Architekten, Sumner Hunt, missfielen Bradbury. Daraufhin bekam George Wyman den Auftrag. Wyman, der vorher Zeichner bei Hunt gewesen war, lehnte zunächst ab. Nachdem er angeblich eine entsprechende Botschaft seines toten Bruders auf einer Planchette erhalten hatte, nahm er den Auftrag doch an.
Wyman ließ sich bei seinen Entwürfen von Beschreibungen zukünftiger Gebäude aus dem utopischen Roman Das Jahr 2000: ein Rückblick auf das Jahr 1887 von Edward Bellamy inspirieren.
Während des Baus wurde in der Nähe des Geländes eine Wasserquelle entdeckt, die das Projekt bedrohte, da das Wasser das Fundament schwächte. Bradbury ließ daraufhin massive Stahlträger aus Europa importieren, um das Fundament zu stärken. Letztlich investierte er statt geplanter 175.000 die damals sehr hohe Summe von 500.000 US-Dollar in den Bau. Er starb wenige Monate vor der Eröffnung des Gebäudes 1893.
1991 wurde das Gebäude restauriert und erdbebensicher gemacht. Dabei wurde unter anderem ein neuer Eingang an der Rückseite des Gebäudes geschaffen und eine neue Beleuchtung installiert.

## Nutzung
Die längste Zeit seines Bestehens wurde das Bradbury als Bürogebäude benutzt. Als staatlich anerkanntes National Historic Landmark steht es heute unter Schutz. Viele der Büros sind weiterhin an private Firmen vermietet, aber auch eine Abteilung des Los Angeles Police Department und weitere staatliche Behörden nutzen Büros.
Eine Reihe von Filmen, Fernsehserien und Musikvideos haben das Bradbury als Drehort benutzt, darunter Opfer der Unterwelt, Blade Runner, Chinatown, Wolf, (500) Days of Summer, Zurück in die Vergangenheit, CSI: NY, Murphys Gesetz, Enthüllung und Lethal Weapon 4.